# Campionati europei di tuffi 2025 - Trampolino 3 metri sincro misti
La gara del trampolino 3 metri sincro misti ai campionati europei di tuffi 2025 si è svolta il 23 maggio 2025 presso la Gloria Sports Arena di Antalya. Hanno preso parte alla competizione otto squadre nazionali

## Risultati
| Pos. | Atleti                                   | Squadra       | Punti  |
| ---- | ---------------------------------------- | ------------- | ------ |
|      | Luis Carlo Avila Sanchez Lena Hentschel  | Germania      | 289.74 |
|      | Matteo Santoro Chiara Pellacani          | Italia        | 289.71 |
|      | Ben Cutmore Desharne Bent-Ashmeil        | Gran Bretagna | 271.80 |
| 4    | Kacper Lesiak Aleksandra Blazowska       | Polonia       | 260.40 |
| 5    | Alexandru Avasiloae Amelie Enya Foerster | Romania       | 235.53 |
| 6    | Isak Borslien Caroline Kupka             | Norvegia      | 235.50 |
| 7    | Elias Petersen Nina Janmyr               | Svezia        | 231.72 |
| 8    | Giorgi Tsulukidze Tekle Sharia           | Georgia       | 189.00 |